# Centrale idroelettrica Semenza

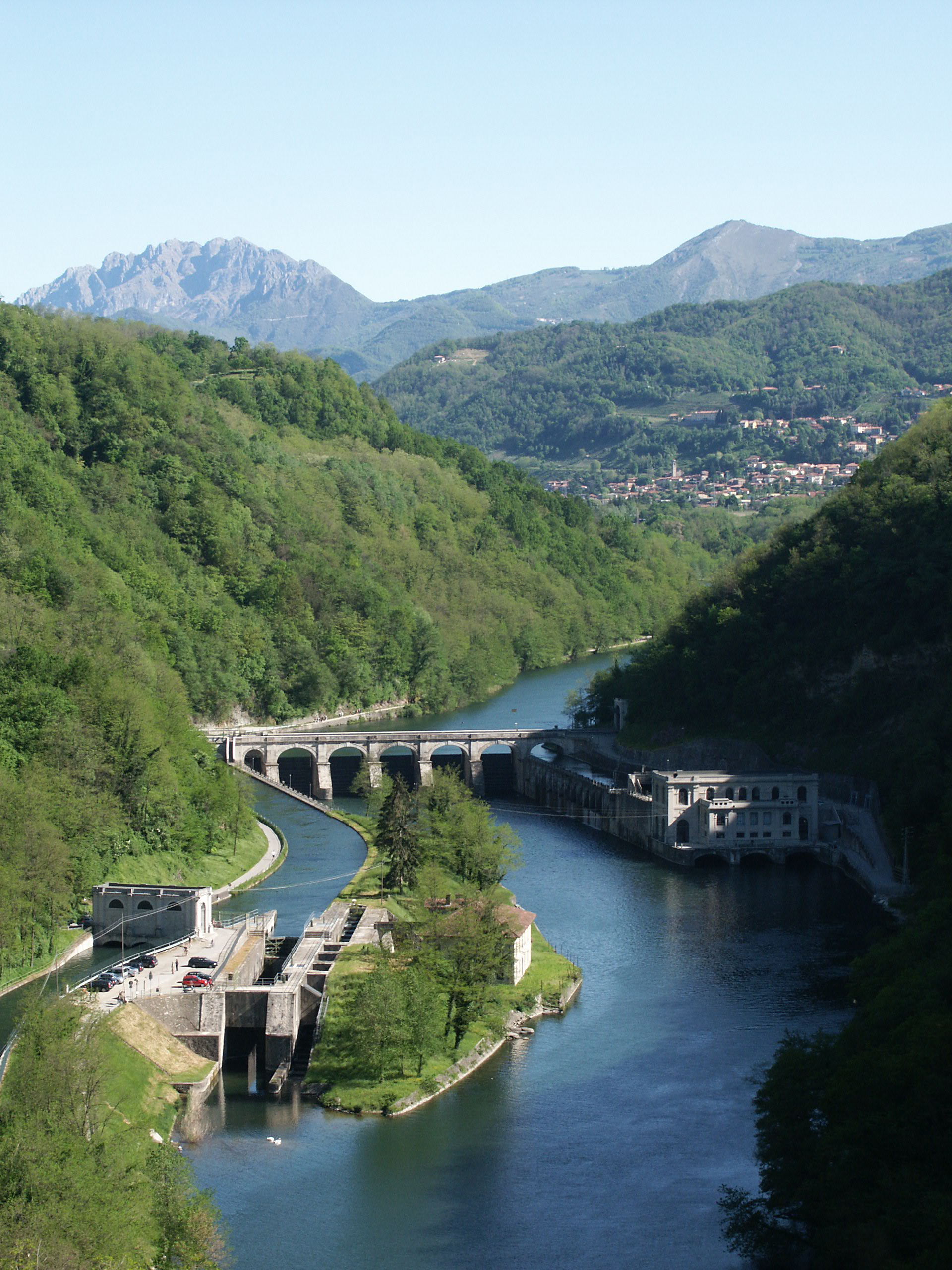
La centrale a destra è vista dall'alto: sulla sinistra si nota il canale Edison, che arriva fino alla Centrale Esterle più a valle, a Porto d'Adda.

La centrale idroelettrica Semenza è una storica centrale idroelettrica di proprietà di Edison situata a Calusco d'Adda, sulla sponda sinistra del fiume Adda, nei pressi della diga di Robbiate.

## La costruzione
I lavori per la costruzione incominciarono nel 1917 dalla Edison per incrementare ulteriormente il fabbisogno di produzione elettrica, già fornita dalle acque del fiume Adda alle precedenti centrali: Bertini ed Esterle, situate un po' più a valle sulla sponda destra, a Porto d'Adda.
La progettazione della parte idraulica venne affidata all'ingegner Paolo Milani, mentre la parte elettrica a Guido Semenza. I lavori erano poi coordinati da Angelo Bertini, direttore tecnico di Edison.

## Caratteristiche
La centrale sfrutta il dislivello di 9,1 metri creato dallo sbarramento di Robbiate. La grande massa d'acqua, circa 70 m3/s, viene convogliata, tramite delle paratoie metalliche, direttamente alle turbine Kaplan poste in una vasca lunga circa 100 metri.
Dati tecnici:
- potenza: 7 000 kW
- tensione: 13 000 V
- portata: 70 m3/s

Dal punto di vista architettonico l'edificio si armonizza con l'ambiente circostante grazie al rivestimento in ceppo dell'Adda.
Nei pressi della centrale si trovano il canale Edison con il suo edificio di presa e la casa del guardiano delle acque.